# 頭城協天宮
頭城協天宮，又稱大坑罟協天宮，位於臺灣宜蘭縣頭城鎮協天路599號的關帝廟，建於1762年，主奉關聖帝君（又稱協天大帝、山西夫子）、從神關平太子、周倉將軍，配祀開漳聖王。一般也簡稱此廟為關帝廟。該廟是清朝總兵奏請皇帝特別頒列建造，也是臺灣少數稟奉敕建的關帝廟。

## 簡介
此廟創建於西元1762年（清乾隆27年）。其主神關聖帝君由陳仁壽、陳和尚等陳氏家族二十餘人從福建省漳州府佛曇鎮大坑村恭請留駐頭城大坑罟。
重建於西元1863年（同治二年），宮內有該年的木聯曰：「匹馬長驅千里月；單刀獨輝一江風」；上下款：「同治癸亥年陽月榖旦，本庄弟子蔡維緝叩謝」另有「萬世人極」匾則製造於西元1867年（同治六年）。
該建築屬於規模較大的二進落。具有悠久廟史，其分靈出去的關帝廟更是遍佈全臺。

## 特色
另外同時間有另一尊神尊玄天上帝則遷蘇澳大坑罟，並成為兩地大坑罟的信仰中心。由於當時都是由佛曇鎮大坑罟庄遷移入台，故頭城與蘇澳的定居地均稱為大坑罟。
特別的是本廟有全臺唯一的「麝石」關聖帝君。早期醫學不發達，信眾感冒發燒時，都會到帝君尊前潛心祈求賜藥，自神尊底座刮取麝石粉，取回用過必退熱去疾，導致神像損壞嚴重，而目前則不再供人祈求，以保神像珍貴原貌，孰料還是有信徒偷偷從神像旁邊挖，廟方只能嚴防信眾靠近。
每年農曆正月十三為關帝君千秋，廟方購置萬斤木炭，舉行「跳過火」儀式，以佑十方善信大德。